# Сообщество файтингов
Сообщество файтингов (вариант: файтинг-сообщество) — сообщество игроков в файтинги, которые играют в такие игры как Street Fighter, Tekken, Marvel vs. Capcom, Soulcalibur и другие. В конце 1990-х и на протяжении 2000-х годов сообщество файтингов было небольшим, но с 2010 года оно значительно увеличилось, и многие турниры по файтингам проходят по всему миру.

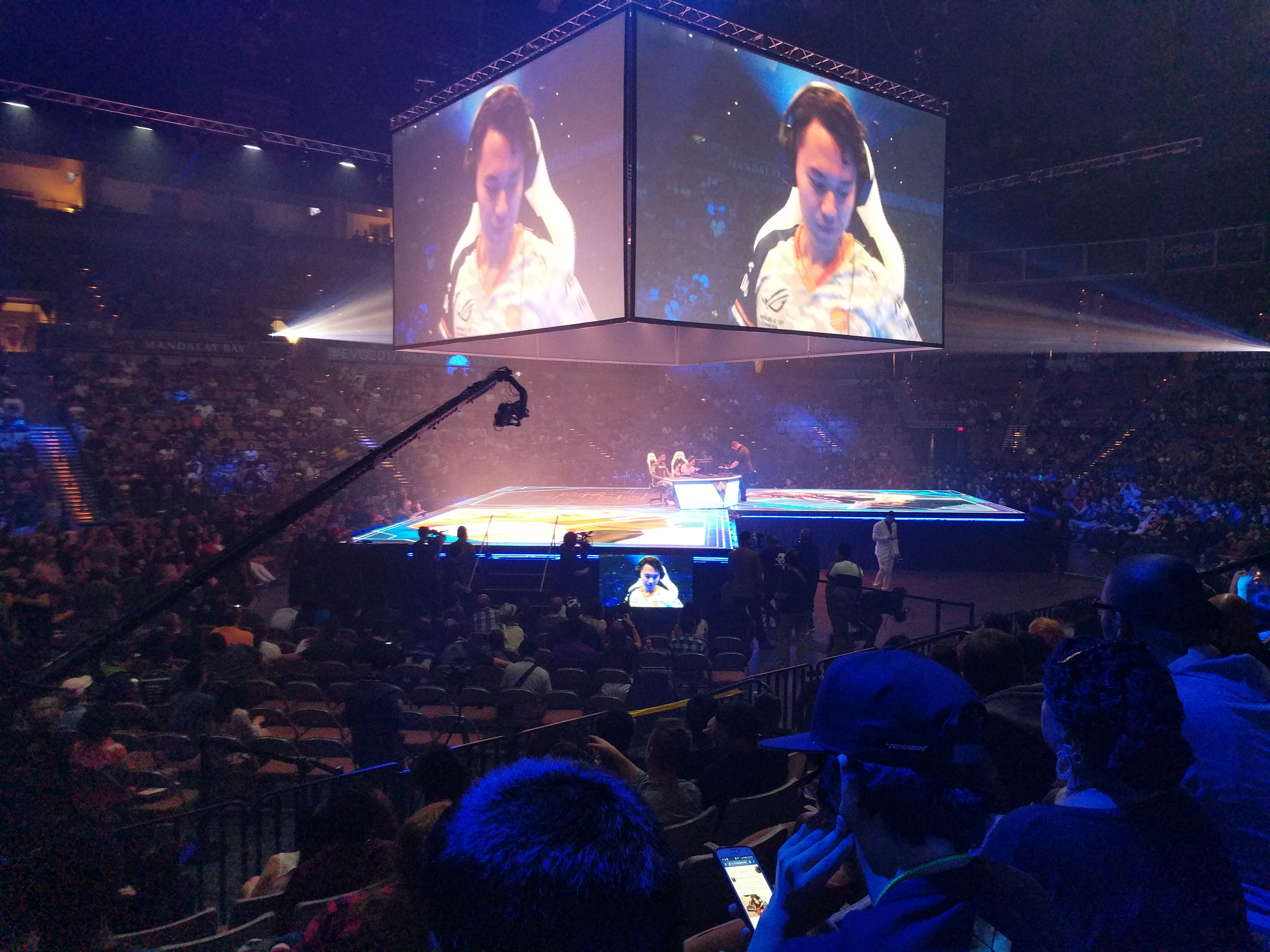
Финал турнира по Street Fighter V на EVO 2017

## История
Файтинги являются одними из первых жанров видеоигр, представленных в киберспорте. Игра Street Fighter II: The World Warrior имела огромный успех в 1991 году и считается одной из самых популярных видеоигр за всё время. Это усовершенствовало и сделало жанр файтинг более популярным. Многие играли в эту игру на аркадных автоматах, что создало конкуренцию среди игроков, и сообщество файтингов постепенно начало формироваться. Несмотря на то, что турниры для файтингов уже существовали, они были немногочисленными по количеству участников и имели больше локальный характер. Ситуация переломилась с 2000 года благодаря росту количества стриминговых сайтов, таких как YouTube и Twitch.

### 2000—2009 гг.
Популярность Интернета оказала влияние на формирование игрового сообщества файтингов. Первым профессиональным турниром по файтингам считается Tougeki — Super Battle Opera, зародившийся в начале 2000-х в Японии. Чемпионат проводился ежегодно более 10 лет. В начале 2000 года в США был создан форум под названием Shoryuken.com, который был назван в честь знакового приёма Street Fighter «сёрюкэн». Сайт стал основным форумом для многих игроков в файтинги, и он быстро привлёк сообщество для создания крупных турниров для сбора лучших игроков со всей страны. Один из самых крупных турниров, которые собирают игроков со всего мира, — Evolution Championship Series. В середине 2000-х годов популярность файтингов стала снижаться из-за отсутствия новых игр жанра и общих продаж.

### 2009—н.в.
Спустя почти десять лет после выхода третьей части Street Fighter Capcom объявила о разработке Street Fighter IV. Игра получила много положительных отзывов от игрового сообщества и вернула популярность файтингов в сообществе, омолодив и создав приток новых игроков жанра. После успеха Street Fighter IV появились новые файтинги, и сообщество расширилось большим количеством турниров. Многие турниры транслируются в стиминговом сервисе Twitch. Есть также спонсорская поддержка таких компаний как Evil Geniuses, Broken Tier и Mad Catz.
Несмотря на рост других конкурирующих жанров видеоигр, развитие киберспорта, который в англоязычном сообществе получил название «eSports», многие члены сообщества файтингов отказались от ярлыка «eSports».
Размер сообщества файтингов остаётся очень небольшим относительно других жанров — это объясняется высоким порогом вхождения. Некоторые из самых продаваемых игр жанра, такие как Tekken 5, Super Smash Bros. и Mortal Kombat X, проданы тиражом более 5 миллионов экземпляров, в то же время эти игры сумели привлечь в среднем только 1000—2000 участников на крупном турнире. По сети в Интернете в файтинги играют около 20-30 % игроков. В настоящее время на соревнованиях чаще всего пользуются консолями PlayStation и Xbox. Турниры на аркадных автоматах в настоящее время проводятся только в Японии.

## Культура
Сообщество файтингов хвалят за его расовое разнообразие по сравнению с другими игровыми сообществами. Однако сообщество также подверглось критике за сексизм.
В 2012 году резонансный инцидент с сексизмом произошёл в прямом эфире, когда игрок Street Fighter X Tekken Арис Бахтанян высказал замечания относительно размера бюстгальтера женщины и другие неуместные замечания, что привело к тому, что женщина проиграла. Позже, во время интервью Twitch.tv, он заявил, что «сексуальные домогательства являются частью культуры, и если вы уберёте их из сообщества файтингов, то это уже не сообщество файтингов». Позднее он извинился за свои комментарии.

## Международные турниры
- DreamHack
- Evolution Championship Series

### Турниры в СНГ
- Russian REVersal